# وإنت عامل إيه (مسلسل)
مسلسل مصري كوميدي إنتاج 1997 بطولة علاء ولي الدين في دور كريم و محمد هنيدي في دور بدوي أو بيبيتو و صلاح عبد الله في دور جعيدي و علاء مرسي في دور أبو النجا وسعيد طرابيك في دور معلم القهوة (سماحة) و هالة فاخر في دور صاحبة البيت (بسبوسة) وحسن عبدالفتاح و ليلى صابونجي
وإخراج شريف مندور.

## القصة
أربعة أصدقاء يترعرعون معًا في إحدى مناطق الريف، وهم (بدوي أو بيبيتو) و(جعيدي) و(أبو النجا) و(كريم)، وينتقلون معًا للعيش في شقة فوق سطح أحد المنازل في مدينة (القاهرة)، ويحاول كل منهم أن يحقق أحلامه في الحياة، فيسعى (بيبتو) لأن يكون مغنيًا، ويتمنى (كريم) أن يفوز بجائزة مالية ضخمة من اللبان والحلوى، ويكافح (أبو النجا) في عمله في المحاماة، ويحاول (جعيدي) أن يحصل على المحصول المطلوب.